# Melodifestivalen 1959

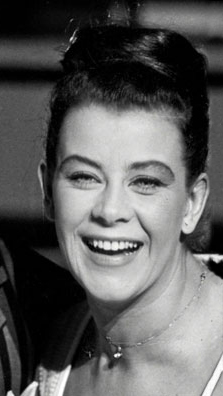
Även om Siw Malmkvist vann Melodifesitvalen 1959, så var det Brita Borg som sjöng "Augustin" i Eurovision Song Contest 1959 och därav tävlade för Sverige det året.

Melodifestivalen 1959, eller Säg det med musik: Stora Schlagertävlingen, var den andra upplagan av musiktävlingen Melodifestivalen och samtidigt Sveriges uttagning till Eurovision Song Contest 1959. 
För första gången hölls en nationell final som uttagningsform, där melodin "Augustin", framförd av Siw Malmkvist, vann genom att ha fått högsta totalpoäng av jurygrupperna. Den nationella uttagningen bestod från början av åtta semifinaler med två tävlande bidrag per semifinal, där varje semifinals vinnarbidrag blev kvalificerat till en final. I finalen tävlade sedan åtta bidrag om segern. Den slutgiltiga finalen hölls på Cirkus i Stockholm måndagen den 26 januari 1959.
Augustin fick sedan representera Sverige i ESC 1959, som hölls i Cannes i Frankrike den 11 mars 1959.

## Tävlingsupplägg[1]
Efter Sveriges första år i Eurovisionen valde Sveriges Radio-TV (nuvarande Sveriges Television) att satsa på att skicka en ny tävlande året därpå. Istället för att ha ett anonymt internval hölls en nationell final som innehöll åtta semifinaler och sedan en final. Semifinalerna sändes under åtta kvällar i TV-programmet Säg det med musik från den 7 oktober 1958. I varje semifinal tävlade två bidrag där tittarna, genom poströster, avgjorde vilken låt som skulle få kvalificera sig till finalen. Under hösten 1958 hade dock inte Sveriges Radio-TV bestämt sig huruvida man skulle ställa upp i ESC eller ej. Semifinalens bidrag och resultat finns inte dokumenterade.
Efter att de åtta semifinalerna sänts fick de åtta kvalificerade bidragen tävla i en final (som hölls måndagen den 26 januari), där vinnaren utsågs med hjälp av en jury. Finalens programledare var Thore Ehrling.
Noterbart det här året var att Östen Warnerbring fick deltaga med två tävlingsbidrag i finalen. Detta för att han deltog med två bidrag i semifinalerna, som bägge blev kvalificerade till finalen.

### Diskvalificeringar
Två av urvalsjuryns utvalda tävlingsbidrag ("Vägen hem" och "Jag kan inte lova") med text och musik av Gösta Severin blev diskvalificerade från tävlingen, då de bröt mot det regelverk som Sveriges Radio-TV satt upp. Bägge bidragen hade blivit publicerade i radio under semifinalernas gång och bröt därmed mot regeln som säger att inga tävlingsbidrag får vara utgivna innan och under tävlingen. Detta fick dock kritik, både från Severin, men också från andra upphovsmän som ansåg att Sveriges Radio-TV varit alltför otydliga med både regelverk och tävlingsdatum. Då diskvalificeringarna skedde hade inte Sveriges Radio-TV hunnit besluta om Sverige skulle medverka i Eurovisionen överhuvudtaget det kommande året. Det beslutet fattades då först senare.

### Övrigt
- Finalkvällen sändes även i dansk TV.
- Britt Dambergs bidrag om fyra glada lärkor som hade tråkigt, fick en cover-version på 1980-talet av Kurt Olsson och hans damorkester.
- Åke Gerhard, som var en av upphovsmännen till bidraget "En miljon för dina tankar", skrev bidraget under alias "Ben Hur".

## Finalkvällen
Finalen av festivalen 1959 direktsändes den 26 januari 1959 från Cirkus i Stockholm. Programledare var Thore Ehrling. 
Finalen avgjordes helt av jurygrupper, till skillnad mot semifinalerna som avgjordes med hjälp av poströster. I fyra städer runt om i landet fanns var sin expertjury som delade ut poängen. Poängsystemet, som användes, liknade det som användes i Eurovisionen samma år, med skillnaden att varje jurymedlem fick ge alla bidrag poäng mellan ett och tio per bidrag. Jurygrupperna representerade städerna Stockholm, Göteborg, Malmö och Luleå. De enskilda poängen finns dock inte bevarade. 
Noterbart är att vinnaren (Siw Malmkvist) inte fick representera Sverige i ESC, eftersom Sveriges Radio TV redan bestämt sig för att skicka Brita Borg. Borg hade dock inte tävlat i den nationella uttagningen.

### Startlista
Nedan listas bidragen i startordningen.
| Nr | Artist               | Låt                       | Upphovsmän (Text & musik)                       |
| -- | -------------------- | ------------------------- | ----------------------------------------------- |
| 1  | Östen Warnerbring    | Kungsgatans blues         | Sven-Gustaf Johnsson (t), Axel Flyckt (m)       |
| 2  | Ulla Christenson     | Lyckans soluppgång        | Bengt Haslum (t), Dag Lamberth (m)              |
| 3  | Staffan Broms        | Dags igen att vara kära   | Åke Gerhard (t), Ulf Källqvist (m)              |
| 4  | Britt-Inger Dreilick | Hösten är vår             | Fritz-Gustaf Sundelöf (t), Gösta Westerberg (m) |
| 5  | Åke Söhr             | En miljon för dina tankar | Åke Gerhard (tm), Per-Olof Flodin (m)           |
| 6  | Britt Damberg        | Nya fågelsången           | Fritz-Gustaf Sundelöf (t), Sam Samson (m)       |
| 7  | Östen Warnerbring    | Någon saknar dig          | Britt Lindeborg (tm)                            |
| 8  | Siw Malmkvist        | Augustin                  | Åke Gerhard (t), Bo Harry Sandin (m)            |

### Poäng och placeringar
| Nr | Låt                       | Summa | Plac. |
| -- | ------------------------- | ----- | ----- |
| 1  | Kungsgatans blues         | 67    | 4     |
| 2  | Lyckans soluppgång        | 52    | 6     |
| 3  | Dags igen att vara kära   | 79    | 2     |
| 4  | Hösten är vår             | 52    | 6     |
| 5  | En miljon för dina tankar | 48    | 8     |
| 6  | Nya fågelsången           | 76    | 3     |
| 7  | Någon saknar dig          | 56    | 5     |
| 8  | Augustin                  | 105   | 1     |

## Eurovision Song Contest
Frankrike stod som värdland när 1950-talets sista Eurovision Song Contest skulle arrangeras. ESC-finalen förlades till Cannes den 11 mars 1959. Sverige, som under hösten 1958 varit otydliga om deltagande ställde trots allt upp. Monaco gjorde sin debut det här året och Storbritannien återvände till tävlingen igen, efter ett års uppehåll. Luxemburg valde dock att avstå från deltagande.
Tävlingsupplägget var likt året innan, då varje land hade en expertjury där dess medlemmar fick lägga en röst vardera på sin favoritlåt. Landets resultat blev sedan så många poäng varje land fått. Man kunde dock inte lägga några röster på sitt eget land. 
Sverige tävlade som nummer sju (av elva länder) med Brita Borg som artist (och inte Siw Malmkvist, som ändå vunnit festivalen 1959 i Sverige). Efter juryöverläggningarna slutade Sverige på totalt delad nionde plats (med Österrike) med fyra poäng. Vann gjorde i stället föregående års värdland, Nederländerna, med 21 poäng, följt av Storbritannien med 16 poäng och värdlandet Frankrike på 15 poäng. Allra sist blev debuterande Monaco med endast en poäng.

### Fotnoter
1. ↑  ”Melodifestivalen 1959”. Sveriges Television. Arkiverad från originalet den 18 april 2013. https://archive.is/20130418130515/http://svt.se/melodifestivalen/ommelodifestivalen/melodifestivalen-1959. Läst 15 maj 2012.